# Christian von Bechtold
Christian Friedrich Ludwig Bechtold seit 17. Februar 1829 von Bechtold (* 29. April 1798 in Darmstadt; † 1. Februar 1880 ebenda) war Generalstabschef der Hessen-darmstädtischen Armee.

## Leben
Christian von Bechtold wurde als Sohn des hessischen Offiziers Carl Bechtold (1746–1809) und dessen Ehefrau Caroline Jäckel (1765–1823) geboren und wuchs mit seinen drei Brüdern Carl (1791–1866, Generalleutnant), Friedrich (1800–1872, Innenminister) und Ludwig (1803–1834, Akzessist) auf.
Der Familientradition folgend entschied er sich für eine militärische Laufbahn in der Hessen-darmstädtischen Armee und wurde nach der Ausbildung an der Militärschule am 29. Dezember 1813 Seconde-Lieutenant im Infanterie-Regiment 115. Er wechselte den Truppenteil, wurde am 10. Februar 1814 Lieutenant im Garde-Füsilier-Regiment und nahm 1814 und 1815 an Kämpfen im Feldzug gegen Napoleon teil. Im November 1822 zum Generalstab versetzt, wurde er im Jahr darauf zum Premierlieutenant befördert. Am 8. Juli 1846 erhielt er die Ernennung zum Obristleutnant, General-Quartiermeister und Chef des Generalstabes.
Als Oberst hatte er am 31. März 1849 wesentlichen Anteil an der Niederschlagung des Badischen Aufstandes.
Zum Jahresbeginn 1853 wurde er Kommandeur des 4. Infanterie-Regiments und brachte diesen Truppenteil auf eine hohe Stufe kriegsgemäßer Ausbildung.
Als Generalstabskapitän war er Mitglied der Direktion der Militärschule Darmstadt
Zum 14. März 1859 wurde Bechtold in den Ruhestand verabschiedet und betätigte sich später als Rechner der Staatsunterstützungskasse. Damit war er auch für die Kasse der Taubstummenanstalten sowie für
die Verwaltung des Großherzoglichen Anteils am Kaufunger Stiftsfonds verantwortlich.

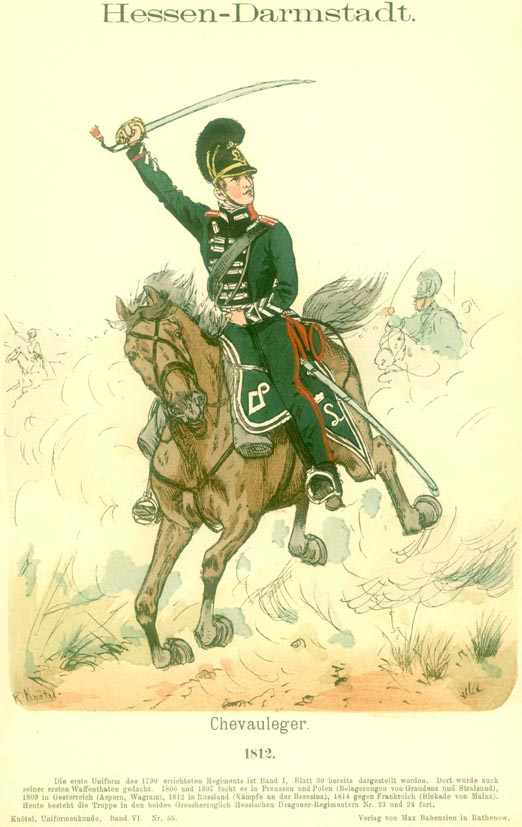
Chevauleger der Hessen-darmstädtischen Armee um 1812

## Auszeichnungen
- 25. August 1836 Ludwigsorden, Ritterkreuz I. Klasse[3]
- 30. Oktober 1849 Erlaubnis zur Annahme des Roten Adlerordens, III. Klasse mit Schwertern[4]
- 18. August 1856 Ludwigsorden, Kommandeur II. Klasse[5]
- 30. September 1857 russischer St. Annen-Orden II. Klasse
- 18. August 1876 Verdienstorden Philipps des Großmütigen,  Ritter I. Klasse